# René Vierne
René Vierne (Rijsel, 11 maart 1878 - omgeving van Verdun (Meuse), 29 mei 1918), was een Franse componist en organist.

## Levensloop
Zijn ouders waren de bonapartistische journalist Henri Vierne en Marie Joséphine Gervaz. Hij was een jongere broer van de componist en organist Louis Vierne.
Hij werd in 1889 student aan een rooms-katholiek seminarie in Versailles, maar de muziek trok hem meer dan het priesterschap. Hij kreeg dan ook al snel orgellessen van zijn broer Louis en studeerde vanaf 1899 bij diens mentor Alexandre Guilmant aan het Conservatoire de Paris. In 1906 won hij de eerste prijs voor orgel. Al tijdens zijn studie werd hij organist van de Église de l'Annonciation van de Dominicanen in de Rue du Faubourg-Saint Honoré in Parijs. In 1904 volgde hij Camille Andrès op als organist-titularis van de Notre-Dame-des-Champs.
In 1914 werd hij opgeroepen voor militaire dienstplicht in de Eerste Wereldoorlog. In 1918, toen hij 40 jaar was, maakte een ontploffende Oostenrijkse granaat bij Verdun een einde aan zijn leven.

## Werken
Vierne liet polyfone composities na voor orgel en harmonium. Een selectie:
- 10 pièces de différents styles
- Messe basse pour orgue, op. 8
- Prélude grave en fa # mineur
- 3 offertoires op. 10
- Toccata en sol mineur
- Méthode pour orgue-harmonium, waarin opgenomen:
  - Prière
  - Prélude en forme de canon
  - 12 pièces de différents caractères
- Intermezzo en ré majeur
- Canzona en si majeur
- Les vêpres du commun des Saints
- 5 improvisations
- Interludes de procession pour l'hymne "Pange lingua"

- Bibliothèque nationale de France: cb13984652n (data)
- Gemeinsame Normdatei: 103842640
- International Standard Name Identifier: 0000 0000 5516 5321
- Library of Congress Control Number: no96044093
- MusicBrainz: c6088245-02ea-4c2b-b86d-c89f9c621b26
- Nederlandse Thesaurus van Auteursnamen: 136068227
- Istituto Centrale per il Catalogo Unico: LO1V447780
- Virtual International Authority File: 22336786
- WorldCat: E39PBJgCPGhPFMrR7KJ6GdMtrq